# مدرسه موسیقی سایات‌نووا
مدرسه موسیقی سایات‌نوا (انگلیسی: Sayat-Nova Music School) یک نهاد آموزشی موسیقی در ایروان پایتخت جمهوری ارمنستان می‌باشد
این مدرسه در سال ۱۹۳۴ توسط وارتوهی زاکاریان به عنوان یک استودیوی کوچک موسیقی تأسیس شد و وی اولین مدیر آن بود. در سال ۱۹۴۰ این استودیو سومین مدرسه موسیقی در ایروان شد و ۲۰۰ دانش‌آموز داشت. در سال ۱۹۴۴ این مدرسه به نام عاشوق ارمنی سایات‌نووا نامگذاری شد. در سال ۱۹۷۰ کلاس‌های موسیقی کر و ویولن در این مدرسه تشکیل شد.
تیگران هککیان از سال ۲۰۰۳ مدیر مدرسه می‌باشد

## دانش‌آموختگان
- ادوارد توپچیان (رهبر ارکستر)
- تیگران هککیان
- سوتلانا ناواساردیان
- بارسق تومانیان
- هاسمیک پاپیان
- کنستانتین پتروسیان
- گاگیک هوونتس
- روبن سارگسیان
- سرگئی بابایان
- وارطان آجمیان (زاده ۱۹۵۶)
- روبن آلتونیان
- مالنا (خواننده ارمنی)
- یوری داوتیان[۱]